# Amazonas de Dahomey

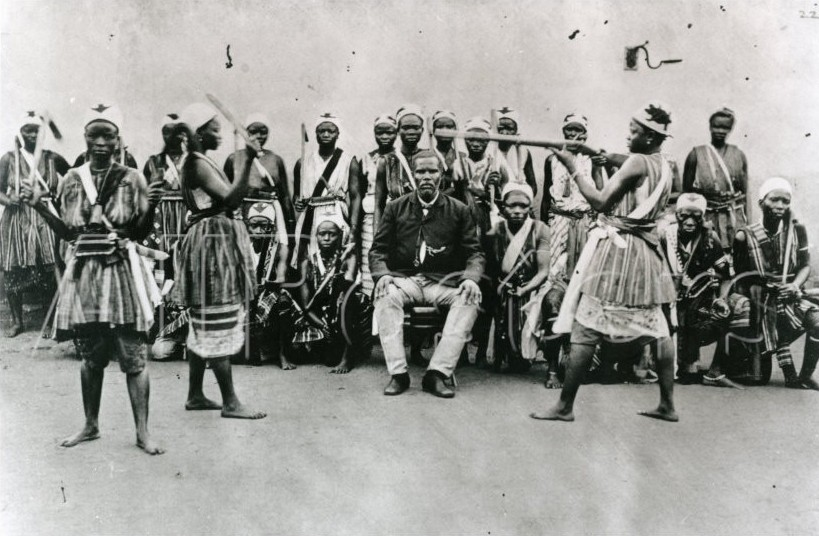
Las Guerreras de Dahomey hacia 1890.

Las Guerreras de Dahomey, en idioma fon: Mino o Minon, eran un regimiento militar femenino fon del Reino de Dahomey que existió hasta 1904, formado por cautivas capturadas a otras tribus, dahomienses conscriptas a partir de los ocho años de edad y por criminales. Los observadores e historiadores occidentales las llamaron "Amazonas de Dahomey" por algunas similitudes con las Amazonas mitológicas de la antigua Anatolia y el Mar Negro.Esta inusual aparición de un regimiento militar exclusivamente femenino fue el resultado de que la población masculina de Dahomey sufriera muchas bajas en las frecuentes guerras con los estados vecinos de África Occidental, así como de que Dahomey se viera obligada a entregar anualmente esclavos varones al Imperio Oyo. La falta de hombres probablemente llevó al Rey de Dahomey a reclutar mujeres para el ejército.

## Origen
El rey Houegbadja (que gobernó de 1645 a 1685), el tercer rey de Dahomey, se dice que originalmente comenzó el grupo que se convertiría en ejército como un cuerpo de cazadores de elefantes llamado el gbeto.
La hija de Houegbadja, la reina Hangbe (que gobernó de 1708 a 1711) creó el cuerpo de guerreras dentro del ejército profesional del reino. Los comerciantes europeos registraron su presencia. Según la tradición, su hermano y sucesor, el rey Agaja, las utilizó con éxito en la derrota de Dahomey contra el reino vecino de Savi en 1727.El ejército masculino de Dahomey se refería al grupo de mujeres guerreras como Mino, que significa "Nuestras Madres" en el idioma fon. Otras fuentes refutan la afirmación de que la hermana mayor del rey Agaja, la reina Hangbe, fue la gobernante que estableció las unidades, algunos incluso llegan a cuestionar si la reina Hangbe existió realmente.
Desde la época del rey Ghezo (que gobernó de 1818 a 1858), Dahomey se volvió cada vez más militarista. Ghezo dio gran importancia al ejército, aumentando su presupuesto y formalizando su estructura de ceremonial a militar seria. Mientras las narraciones europeas se refieren a las mujeres soldado como "amazonas", ellas se llamaban a sí mismas ahosi (esposas del rey) o Mino (nuestras madres).

## Reclutamiento

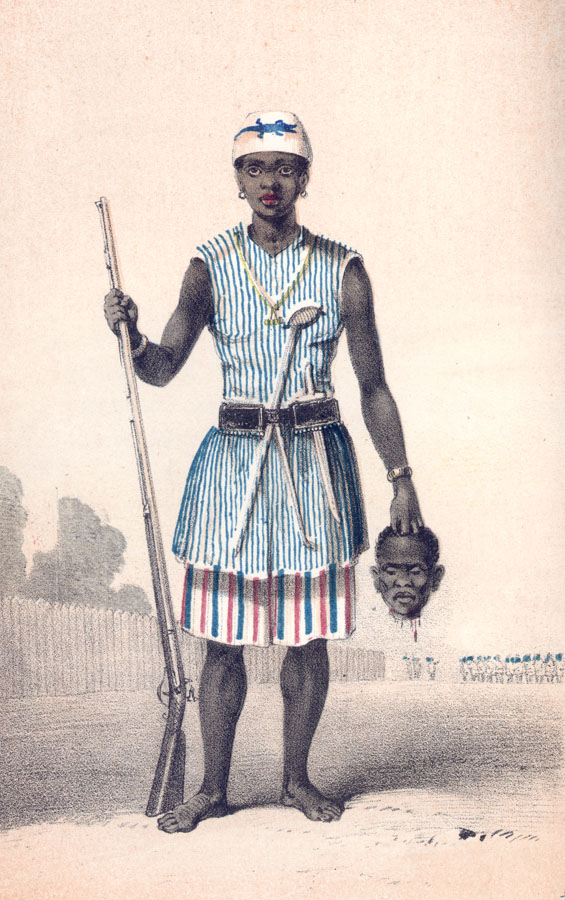
Seh-Dong-Hong-Beh, una líder de las Guerreras de Dahomey.

Ghezo reclutó tanto a hombres como a mujeres soldados de entre los cautivos extranjeros,aunque las mujeres soldados también fueron reclutadas entre las mujeres libres de Dahomey, algunas enroladas con tan solo 8 años de edad;la conscripción de niñas se practicaba en el país desde al menos el s. xviii.Criminales y «arpías» divorciadas por sus maridos también eran enlistadas.Otros relatos indican que las Mino eran reclutadas entre las ahosi ("esposas del rey") de las que a menudo había cientos.Algunas mujeres de la sociedad de Fon se convertían en soldados voluntariamente.[cita requerida]
Según tradición oral de Dahomey, reportada en el s. xx, a las guerreras se les practicaba la mutilación genital femenina inmediatamente a su reclutamiento.
La pertenencia a las Mino servía para perfeccionar cualquier rasgo de carácter agresivo con vistas a la guerra. Durante su pertenencia no se les permitía tener hijos ni formar parte de la vida matrimonial, aunque estaban legalmente casadas con el rey. Si bien muchas eran vírgenes, entre las criminales y las cautivas las había ya sexualmente experimentadas.El regimiento tenía un estatus semi-sagrado, que se entrelazaba con la creencia fon en el Vodun.
Las Mino se entrenaban con un intenso ejercicio físico. Aprendían habilidades de supervivencia e indiferencia al dolor y la muerte, asaltando defensas de acacia en ejercicios militares y ejecutando prisioneros.Se hacía hincapié en la disciplina.
Servir en las Mino ofrecía a las mujeres la oportunidad de "ascender a puestos de mando e influencia" en un entorno estructurado para el empoderamiento individual.Las Mino también eran ricas y tenían un alto estatus.

## Función política
Las Mino tenían un papel destacado en el Gran Consejo, debatiendo la política del reino. Desde la década de 1840 hasta la de 1870, cuando el partido opositor se derrumbó, apoyaron la paz con Abeokuta y unas relaciones comerciales más fuertes con Inglaterra, favoreciendo el comercio de aceite de palma por encima del de esclavos; esto las enfrentó a sus colegas militares masculinos.
Además del consejo, las Costumbres anuales de Dahomey incluían un desfile, una revista de las tropas y el juramento de éstas al rey. Las celebraciones del día 27 de las Costumbres Anuales consistían en un simulacro de batalla en el que las guerreras atacaban un fuerte y capturaban a los esclavos que había en su interior,una costumbre recogida por el sacerdote Francesco Borghero en sus diarios.

## Combate y estructura
Las mujeres soldado fueron rigurosamente entrenadas y dotadas de uniformes. A mediados del siglo XIX, contaban con entre 1000 y 6000 mujeres, aproximadamente un tercio de todo el ejército de Dahomey, según los informes escritos por los visitantes. Estos informes documentados también indicaban que las mujeres soldado sufrieron varias derrotas.
Se dice que las mujeres soldado estaban estructuradas en paralelo con el ejército en su conjunto, con un ala central (los guardaespaldas del rey) flanqueada por ambos lados, cada uno bajo mandos distintos. Algunos relatos señalan que cada soldado masculino tenía una guerrera homóloga. En un relato de mediados del siglo XIX de un observador inglés, se documentó que las mujeres que tenían tres rayas de cal alrededor de cada pierna, eran honradas con marcas de distinción.
El ejército femenino estaba formado por varios regimientos: cazadoras, fusileras, segadoras, arqueras y artilleras. Cada regimiento tenía diferentes uniformes, armas y comandantes.
En este último período, las guerreras dahomeas estaban armadas con rifle Winchesters, palos y cuchillos. Las unidades estaban bajo mando femenino. Una traducción publicada en 1851 de un canto de guerra de las mujeres afirma que las guerreras cantaban, "como el herrero toma una barra de hierro y por el fuego cambia su forma, así hemos cambiado nuestra naturaleza. Ya no somos mujeres, somos hombres".

### Conflicto con los reinos vecinos
El reino de Dahomey estaba a menudo en guerra con sus vecinos y se necesitaban cautivos para el tráfico de esclavos. Las mujeres soldado de Dahomey lucharon en incursiones de esclavos, como se menciona en la obra de no ficción de Zora Neale Hurston Barracoon y en las infructuosas guerras contra Abeokuta.[cita requerida]

## Conflicto con Francia

### Primera guerra franco-dahomea
La colonización europea en África Occidental se aceleró durante la segunda mitad del siglo XIX, y en 1890 el rey Béhanzin comenzó a luchar contra las fuerzas francesas en el curso de la Primera Guerra Franco-Dahomea. Los observadores europeos señalaron que las mujeres "se manejaban admirablemente" en el combate cuerpo a cuerpo, pero disparaban sus mosquetes de pedernal desde la cadera en lugar de hacerlo desde el hombro.Las guerreras participaron en una gran batalla: Cotonú, donde miles de dahomeyanos (entre ellos muchas guerreras) cargaron contra las líneas francesas y se enfrentaron a los defensores en un combate cuerpo a cuerpo. A pesar de los elogios que les dedicaron los europeos, las guerreras fueron aplastadas de forma decisiva, con varios cientos de tropas dahomey abatidas a tiros, mientras que, según se informa, 129 dahomey murieron en combate cuerpo a cuerpo dentro de las líneas francesas.

### Segunda guerra Franco-Dahomea
Al final de la Segunda Guerra Franco-Dahomea, unidades especiales de guerreras fueron asignadas específicamente para atacar a los oficiales franceses.Tras varias batallas, los franceses se impusieron en la Segunda Guerra Franco-Dahomea y pusieron fin al reino independiente de Dahomea. Los soldados franceses, especialmente los de la Legión Extranjera Francesa, quedaron impresionados por la audacia de las guerreras y más tarde escribieron sobre su "increíble valor y audacia" en el combate. Sin embargo, contra una unidad militar con un armamento decididamente superior y una bayoneta más larga, las Guerreras de Dahomey no pudieron imponerse.Durante una batalla con soldados franceses en la batalla de Adegon el 6 de octubre durante la segunda guerra, el grueso del cuerpo de guerreras fue aniquilado en cuestión de horas en un combate cuerpo a cuerpo después de que los franceses se enfrentaran a ellas con una carga de bayonetas.[cita requerida]

## Disolución

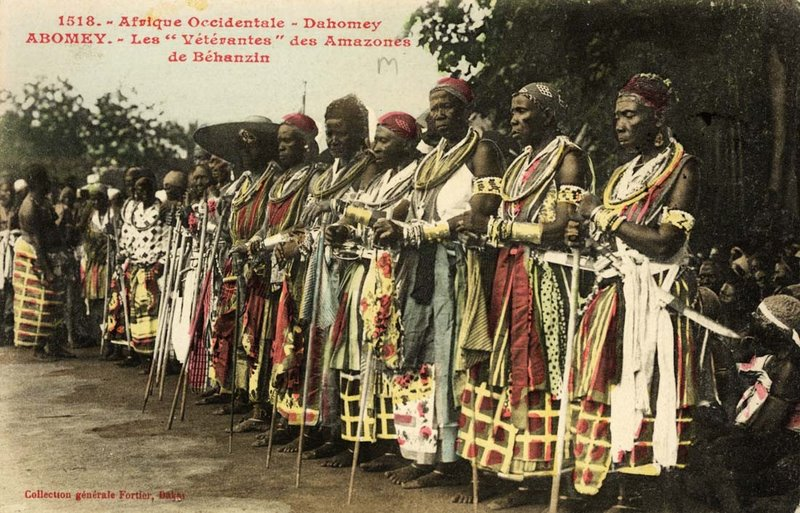
Veteranas en la reunión anual en Abomay en 1908

Las tropas se disolvieron cuando el reino se convirtió en un protectorado francés.La tradición oral afirma que algunas guerreras supervivientes permanecieron en secreto en Abomey después, donde asesinaron discretamente a varios oficiales franceses. Otros relatos dicen que las mujeres se comprometieron a proteger a Agoli-agbo, el hermano de Béhanzin, disfrazándose de sus esposas para vigilarlo.
Algunas de las mujeres se casaron y tuvieron hijos, mientras que otras permanecieron solteras. Según un historiador que rastreó las vidas de casi dos docenas de ex-guerreras, todas las mujeres mostraron dificultades para adaptarse a la vida como guerreras retiradas, a menudo luchando por encontrar nuevos roles en sus comunidades que les dieran un sentido de orgullo comparable al de sus vidas anteriores. Muchas mostraban una tendencia a iniciar peleas o discusiones que asustaban a sus vecinos y familiares.
Entre 1934 y 1942, varios viajeros británicos en Abomey registraron encuentros con ex-guerreras, ahora ancianas que hilaban algodón o se entretenían en los patios.Se dice que un número desconocido de mujeres se entrenó con los miembros de las Guerreras de Dahomey después de que se disolvieran, continuando así la tradición. Nunca entraron en combate. Alrededor de 2019, Lupita Nyong'o entrevistó a una de ellas que todavía estaba viva.

### Nawi, la última guerrera de Dahomey
Se cree que la última superviviente de las Guerreras de Dahomey fue una mujer llamada Nawi. En una entrevista realizada en 1978 en el pueblo de Kinta, un historiador de Benín conoció a Nawi, que afirmó haber luchado contra los franceses en 1892. Nawi murió en noviembre de 1979, con más de 100 años.

## En la cultura popular
Las Guerreras de Dahomey fueron representadas en la película de 1987 Cobra Verde del director alemán Werner Herzog.
Las Guerreras de Ghezo desempeñan un papel importante en la novela ¡Flash de Libertad! de George MacDonald Fraser.
Las guerreras también son el foco principal y se escribe sobre ellas en la obra de teatro de Layon Gray Esparta Negra.
Las Dora Milaje, guerreras y guardaespaldas del personaje de Marvel Comics Pantera Negra, están parcialmente basadas en las Guerreras de Dahomey.
En Age of Empires II desde su expansión "African Kingdoms" hay una unidad femenina llamada gbeto que está influenciada por las guerreras de Dahomey.
En el episodio "I Am" de Lovecraft Country, Hipólita es transportada a un mundo donde se convierte en una guerrera de Dahomey.
En Empire: Total War, aparecen como una unidad adiestrable en las colonias africanas.
La última amazona de Dahomey es una obra de teatro dentro de la novela ganadora del Premio Booker de 2019 llamada Chica, mujer, otra, de Bernardine Evaristo.
En 2018 se anunció la adquisición de los derechos de un largometraje titulado The Woman King (La mujer rey en español), inspirado en las Guerreras de Dahomey, protagonizado por Viola Davis y Lupita Nyong'o, y que describe la historia de Nanisca (Davis), general de las guerreras, y su hija Nawi (Nyong'o). En 2018 Lupita Nyong'o realizó el documental Warrior Women with Lupita Nyong'o, el cual sigue a la actriz en su búsqueda por conocer a los últimos descendientes de las famosas guerreras, así como sus testimonios y recintos. Tras salir del proyecto afirmando que el guion de la cinta no contaba la verdadera perspectiva de los hechos, Nyong'o fue reemplazada por la actriz sudafricana Thuso Mbedu.

### Lectura adicional
- A Mission to Gelele, King of Dahome. Richard Burton, London, 1864
- Acts of War: the behavior of men in battle. Holmes R. New York, Free Press, 1985
- Dahomey and the Dahomans, Being the Journals of Two Missions to the King of Dahomey and the Residence at his Capital in the Years 1849 and 1850. Frederick E. Forbes. Kessinger Publishing. 2010 ISBN 978-1163235027
- Der Atlantische Sklavenhandel von Dahomey, W. Peukert, 1740–1797, Wiesbaden, 1978
- On Killing: The Psychological Cost of Learning To Kill in War and Society. Grossman D. New York, Back Bay Books / Little, Brown and Company, 1995 ISBN 0-316-33011-6 pp. 175
- Les Amazones: Une Armée de Femmes dans l’Afrique Précoloniale, Hélène Almeida-Topor, Paris, Editions Rochevignes, 1984
- Warrior Women: The Amazons of Dahomey and the Nature of War. Robert B. Edgerton. Boulder: Westview Press, 2000
- Wives of the Leopard: Gender, Culture, and Politics in the Kingdom of Dahomey. Edna G. Bay. Charlottesville, 1998
- Women Warlords: An Illustrated Military History of Female Warriors. Tim Newark and Angus McBride, Blandford Press, 1989 ISBN 0-7137-1965-6